# Màrgum
Màrgum (en grec antic: Μάργον, Μάργος), també esmentada com a Múrgum, va ser una ciutat de Mèsia situada a la confluència del riu Margus i el Danubi.
A les planes que vorejaven la ciutat, Dioclecià va derrotar completament l'emperador Carí en un esdeveniment conegut com la batalla del Margus (o de Màrgum). S'hi signà el tractat de Màrgum entre l'Imperi Romà i els huns l'any 435.